# Алимирзоев, Альяр Алимирза оглы
Алияр (Элияр) Алимирзоевич Алимирзоев (азерб. Əlyar Alimirzə oğlu Alimirzəyev; род. 4 сентября 1961, Gilah, Кусарский район) — лезгинский живописец. Один из видных представителей современной школы художников Азербайджана. Состоял в Союзе художников СССР. Член Гильдии Художников СССР (1988). Член Гильдии художников Азербайджанской ССР (1988). Член Союза художников Азербайджана. Заслуженный художник Азербайджана (2006). Народный художник Азербайджана (2021).

## Биография
Уроженец села Килах Кусарского района Азербайджанской ССР. Окончил бакинскую школу № 229. В 1981 году окончил Художественное училище им. А. Азимзаде. 
В 1988 году стал членом Союза художников СССР. После проведения выставки в Центре молодёжи и спорта в г. Москва союз художников СССР назначил ему трёхлетнюю стипендию. 
В 2006 году присвоено звание «Заслуженный художник Азербайджана.
Ео работа «Фениксы» была удостоена премии «Гран При» в 2004 году на международной выставке в г. Париж, где участвовали художники из 200 стран. 
Работы Алияра Алимирзоев выставлены в Третьяковской галерее России, Галерее «Альбертина» в Вене, музее города Аденс в Дании. 
Его работы занимают видное место в коллекциях деловых людей их России, США, Китая, Турции, Сербии, Польши, Австрии, Кореи, Индонезии и других стран. 